# Charaxes varenius
Charaxes varenius är en fjärilsart som beskrevs av Hans Fruhstorfer 1906. Charaxes varenius ingår i släktet Charaxes och familjen praktfjärilar. Inga underarter finns listade i Catalogue of Life.